# Polača
Polača (italsky Polazza) je vesnice a správní středisko stejnojmenné opčiny v Chorvatsku v Zadarské župě. Nachází se asi 8 km jihozápadně od Benkovace, 10 km severovýchodně od Biogradu na Moru a asi 31 km jihovýchodně od Zadaru. V roce 2011 žilo v Polači 1 057 obyvatel, v celé opčině pak 1 468 obyvatel.
Do teritoriální reorganizace v roce 2010 byla Polača součástí opčiny města Benkovac.
Součástí opčiny jsou celkem čtyři trvale obydlené vesnice.
- Donja Jagodnja – 113 obyvatel
- Gornja Jagodnja – 85 obyvatel
- Kakma – 213 obyvatel
- Polača – 1 057 obyvatel

Opčinou prochází státní silnice D503 a župní silnice Ž6042 a Ž6047. Blízko též prochází dálnice A1.